# François-Louis Godon
Pour les articles homonymes, voir Godon (homonymie).
François-Louis Godon (baptisé le 20 février 1754 à Bagnaux, commune rattachée depuis à Donzy,, dans la Nièvre et mort le 17 janvier 1800 à Bayonne) est un maître-horloger français.

## Biographie
Associé dès 1785 avec l'« horloger ordinaire du roy pour sa bibliothèque » Jean-Baptiste André Furet, François-Louis Godon est reçu maître-horloger parisien en février 1787. Il est surtout connu pour ses relations privilégiées avec les rois d’Espagne Charles III et Charles IV; nommé « Relojero de Camara » en mars 1786, il devient le fournisseur parisien attitré de la Cour d’Espagne en porcelaines, pendules et bronzes d’ameublement.
Aujourd'hui on peut admirer nombre de ses pendules au musée national des arts décoratifs de Madrid et dans les collections royales espagnoles.